# Sega GT 2002
Sega GT 2002 — компьютерная игра в жанре гоночного симулятора, разработанная Wow Entertaiment. Продолжение Sega GT. Она, как и Sega GT являлась конкурентом очень успешной игры Gran Turismo 3 для PlayStation 2.
Изначально игра создавалась для Dreamcast, но в 2001 году поддержка Dreamcast была прекращена, и тогда игра перепрограммировалась и была выпущена на Xbox. Через год после выхода оригинальной версии игры, Sega выпустила Sega GT Online с новыми авто, и онлайн-сервисом для использования с Xbox Live. Игра имеет много инновационных функций, которые были использованы в будущем, в играх подобного рода.
Имело около 125 авто.

## Особенности
Это единственная игра в стиле GT, где можно было выбирать соперника напрямую.
У игры есть счётчик повреждения, вместо нанесенного урона. Это практически ни на что не влияет, но в конце гонки можно получить меньший приз. Если игрок проедет дистанцию без царапин, то игра его наградит денежным призом. В зависимости от того, как вы сильно побили авто, зависит призовой фонд.
В отличие от Gran Turismo, лицензионный тест-это временный заезд, а не тесты по определенному элементу вождения.

## Особенности автомобилей
Это одна из тех игр, которая не чинит ваше авто после заезда, в особом внимании шины — их нужно обслуживать с определенным интервалом, в зависимости от износа.
Это первая игра, продаваемая за пределами японского рынка, которая создана чтобы подчеркнуть гонки в основном на классических японских автомобилях до 80-х годов или"Nostalgic Hero " после японского журнала с тем же именем. Примером является Honda S600.
У игры есть интересная особенность, ценник для продажи своего авто выставляет сам игрок, а не продаёт его за фиксированную цену. Но при этом, слишком высокий ценник, уменьшит шанс на продажу авто. Для быстрой продажи авто можно было поставить самый низкий ценник.

## Режимы игры
Sega GT 2002-карьерный режим, где игрок начинает с 13 00$ и вынужден покупать своё первое авто. Получая деньги за выигранные заезды, можно было покупать более быстрые авто, что бы стать чемпионом гонки.
Quick Battle-одиночная гонка, против ИИ или человека. Можно было наблюдать за гонкой двух ИИ.
Chronicle Mode-режим, в котором надо было управлять авто 60-70х годов, выигрывая новые авто.
Time Attack-режим, где нужно было побивать свой рекорд на любой трассе.
Replay Studio-режим просмотра, и редактирования повторов.

## Многопользовательская игра
Sega GT Online, многопользовательская версия игры, была выпущена в Японии в 2003 году, в Америке и Европе в 2004. Она добавила около 40 новых авто марки Bugatti и другие. Марка Opel была убрана. Имело новые трассы, новую погоду. Но Sega GT Online была слабо оценена, в частности из-за непредсказуемого поведения соперников. Игру отличают машиной Mazda RX-8.

## Отзывы и критика
| Сводный рейтинг      | Сводный рейтинг |
| Агрегатор            | Оценка          |
| -------------------- | --------------- |
| GameRankings         | 82,47 %         |
| Metacritic           | 82/100          |
| Иноязычные издания   |                 |
| Издание              | Оценка          |
| Edge                 | 7/10            |
| EGM                  | 8,33/10         |
| Famitsu              | 35/40           |
| Game Informer        | 8,25/10         |
| GamePro              | [ 7 ]           |
| GameRevolution       | B               |
| GameSpot             | 8,2/10          |
| GameSpy              | [ 10 ]          |
| GameZone             | 8,5/10          |
| IGN                  | 8,8/10          |
| OXM                  | 9,1/10          |
| Entertainment Weekly | A−              |

| Сводный рейтинг | Сводный рейтинг |
| Агрегатор       | Оценка          |
| --------------- | --------------- |
| GameRankings    | 71,10 %         |

Игра имела достаточно благоприятные отзывы, как и оригинал (Sega GT 2002), так и Sega GT Online.